# Fat Comeback (dal)
A Fat Comeback a francia Alliance Ethnik 1998-ban megjelent első kimásolt kislemeze az azonos címet viselő Fat Comeback című albumról.

## Megjelenések
CD Single  Franciaország Delabel – 7243 8955472 4
1. Fat Comeback	3:48
2. Fat Comeback (Instrumental) 3:48

## Slágerlista
| Slágerlista (1998)        | Legjobb helyezések |
| ------------------------- | ------------------ |
| French SNEP Singles Chart | 22                 |

## A dal zenei alapja
A Fat Comeback című dalhoz az alábbi zenei alapot használták fel:
- Joyce Sims-Come Into My Life[5] (1987)